# 石角 (臺北市)
石角，是臺北市士林區的一個地名，位於該區中部，範圍大致為名山里、岩山里、芝山里西南部、東山里西南端一小角。區內有芝山岩，戰後以芝山取代石角作為里名，今日亦多以此稱呼。為今日臺北市芝山岩次分區一部分，屬廣義的天母地區。

## 歷史
台灣清治末期至日治前期，石角地區為一街庄，稱為「石角庄」，隸屬於芝蘭一堡。該庄西及西北隔石角溪與湳雅庄、三角埔庄為鄰，北與東勢庄、公館地庄為鄰，東與永福庄、雙溪庄為鄰，南邊隔外雙溪與林仔口庄、福德洋庄相望。
1901年（日治明治三十四年）11月，該庄隸屬於臺北廳，編入第九區。1906年（明治三十九年）1月，第九改名「士林區」。1920年（大正九年），該庄改制為「石角」大字，隸屬於臺北州七星郡士林街，大字下有「員山子腳」、「大石角」、「玉稠湖」小字名。
戰後士林街改制為士林鎮，隸屬於臺北縣，與鄰近的下東勢合劃為芝山里。1949年，士林鎮與北投鎮一併改隸屬新成立的草山管理局。1950年隨著草山改名為陽明山，草山管理局亦改名為陽明山管理局，士林鎮仍隸屬之。1968年7月臺北市改制為院轄市，士林鎮併入成為士林區。1990年3月，臺北市各區重劃，該地區仍屬於士林區。

## 交通
省道台2甲線經過石角地區並構成一個大形髮夾彎，是本地區主要連外道路，往東北可前往金山，往西南轉南可前往台北市區。

## 學校
- 芝山國小
- 雨聲國小
- 雨農國小（部分）

## 廟宇
- 芝山巖惠濟宮（市定古蹟）

## 公園
- 芝山岩文化史蹟公園
- 忠誠公園（部分）